# مقدماتی جام ملت‌های اروپا
مقدماتی جام ملت‌های اروپا مجموعه مسابقاتی هستند که تیم‌های عضو اتحادیه فوتبال اروپا را که برای شرکت در مسابقات جام ملت‌های اروپا واجد شرایط هستند مشخص می‌کند. این مسابقات از سال ۱۹۶۰ هر چهار سال یک بار برگزار می‌شود.
از سال ۱۹۸۰ مقدماتی جام ملت‌های اروپا دارای حق میزبانی شد و یک یا دو تیم میزبان به صورت خودکار به جام ملت‌های اروپا راه می‌یابند.

## فرمت مسابقات
|                         | ۱۹۶۰ | ۱۹۶۴ | ۱۹۶۸ | ۱۹۷۲ | ۱۹۷۶ | ۱۹۸۰ | ۱۹۸۴ | ۱۹۸۸ | ۱۹۹۲ | ۱۹۹۶ | ۲۰۰۰ | ۲۰۰۴ | ۲۰۰۸ | ۲۰۱۲ | ۲۰۱۶ | ۲۰۲۰ | ۲۰۲۴ |
| ----------------------- | ---- | ---- | ---- | ---- | ---- | ---- | ---- | ---- | ---- | ---- | ---- | ---- | ---- | ---- | ---- | ---- | ---- |
| کل تیم‌ها                | ۱۷   | ۲۹   | ۳۱   | ۳۲   | ۳۲   | ۳۱   | ۳۲   | ۳۲   | ۳۴   | ۴۷   | ۴۹   | ۵۰   | ۵۰   | ۵۱   | ۵۳   | ۵۵   | ۵۳   |
| دارای دست کم یک بازی    | ۱۷   | ۲۸   | ۳۱   | ۳۲   | ۳۲   | ۳۱   | ۳۲   | ۳۲   | ۳۳   | ۴۷   | ۴۹   | ۵۰   | ۵۰   | ۵۱   | ۵۳   | ۵۵   | ۵۳   |
| راه‌یافته                | ۴    | ۴    | ۴    | ۴    | ۴    | ۷    | ۷    | ۷    | ۷    | ۱۵   | ۱۴   | ۱۵   | ۱۴   | ۱۴   | ۲۳   | ۲۴   | ۲۳   |
| راه‌یافته به صورت خودکار | ۰    | ۰    | ۰    | ۰    | ۰    | ۱    | ۱    | ۱    | ۱    | ۱    | ۲    | ۱    | ۲    | ۲    | ۱    | ۰    | ۱    |
| کل فینالیست‌ها           | ۴    | ۴    | ۴    | ۴    | ۴    | ۸    | ۸    | ۸    | ۸    | ۱۶   | ۱۶   | ۱۶   | ۱۶   | ۱۶   | ۲۴   | ۲۴   | ۲۴   |